# Ashley Abbott
Ashley Abbott is een personage uit de Amerikaanse soapseries The Young and the Restless en zusterserie The Bold and the Beautiful. Eileen Davidson begon bij Y&R in 1982 en bleef tot 1989, daarna speelde Brenda Epperson de rol tot 1996 en Shari Shattuck tot 1999, dan kwam Davidson terug. Ze bleef tot begin 2007 en enkele maanden later haalde zusterserie B&B Davidson binnen om dezelfde rol te spelen. Het is niet eerste keer dat zoiets gebeurt, Tracey E. Bregman en Kimberlin Brown speelden allebei jaren in beide soaps dezelfde rol, respectievelijk Lauren Fenmore en Sheila Carter. Andere personages maakten weleens een korte overstap tussen beide series.

## Personagebeschrijving
Ashley is de dochter van John Abbott en Dina Mergeron. Ze kwam naar Genoa City in 1982 toen ze pas afgestudeerd was. Ze is de oogappel van haar vader, haar moeder heeft hen in de steek gelaten.
Ze ging als laborante werken in het familiebedrijf Jabot Cosmetics onder de naam Susan Ashley, zodat niet iedereen wist dat ze een Abbott was. Nadat ze het respect van het bedrijf verdiende gebruikte ze haar eigen naam.
Ashley kreeg de schok van haar leven toen Brent Davis op zijn sterfbed onthulde dat hij haar biologische vader was. Ashley was ontzet door het nieuws en kreeg een zenuwinzinking, en werd in huis genomen door Victor en Nikki Newman. Ashley heeft dit geheim altijd verzwegen voor John omdat ze zijn hart niet wilde breken en buiten haar zijn er maar een paar mensen op de hoogte van het geheim.